# Église de l'Immaculée-Conception de Posušje
Pour les articles homonymes, voir Église de l'Immaculée-Conception.
L'église de l'Immaculée-Conception est située en Bosnie-Herzégovine, sur le territoire de la ville de Posušje et dans la municipalité de Posušje. Elle est inscrite sur la liste provisoire des monuments nationaux de Bosnie-Herzégovine.

## Localisation

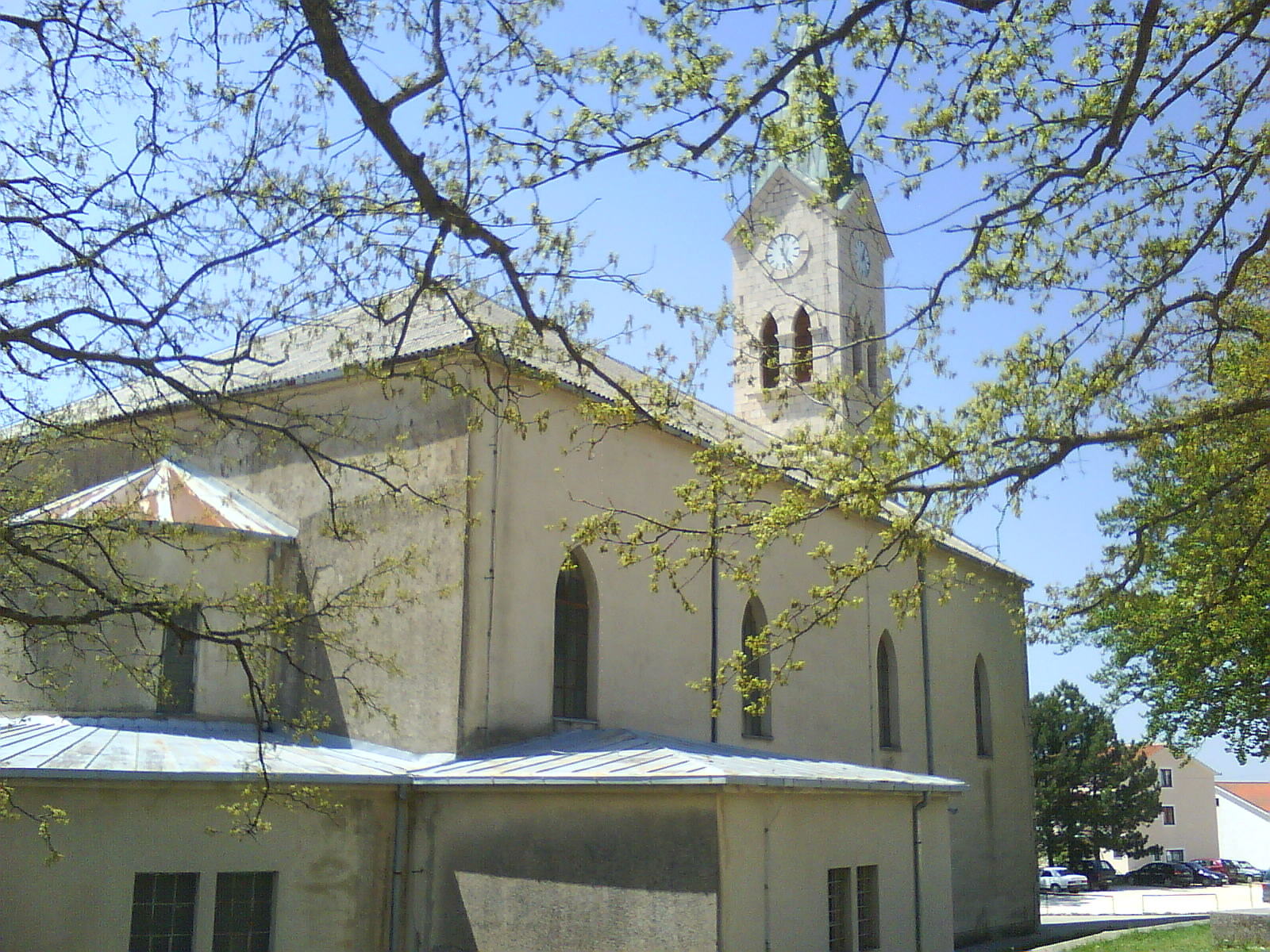
Autre vue de l'église

## Architecture

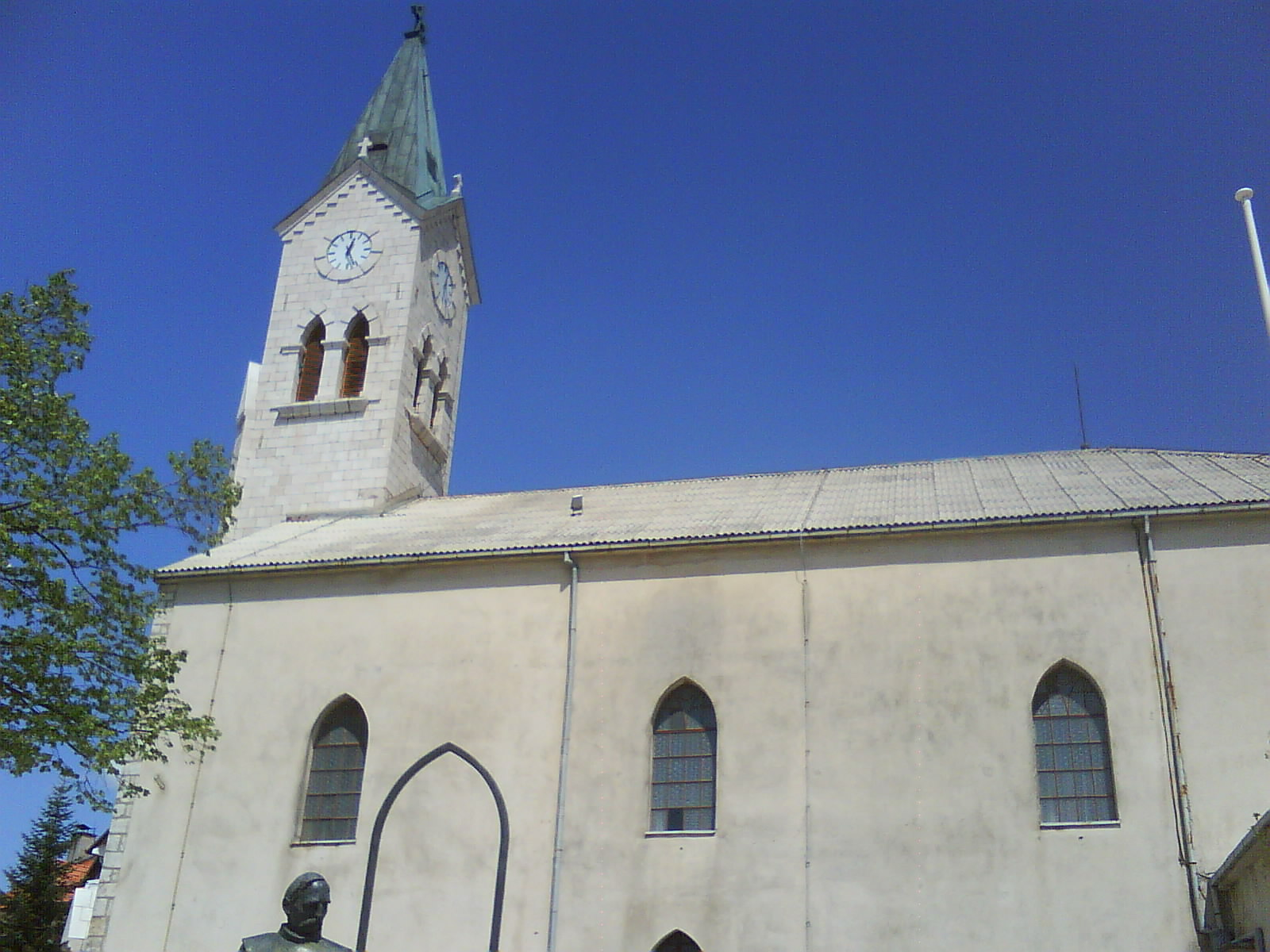
Autre vue de l'église